# 柿崎守忠
柿崎 守忠（かきざき もりただ、1900年（明治33年）11月5日 - 1977年（昭和52年）8月）は日本の政治家。青森県青森市長。

## 来歴
青森県青森市出身。青森県立青森中学校（現・青森県立青森高等学校）を経て、1933年、東京高等師範学校を卒業する。卒業後は青森中学、青森県女子師範学校各教諭、県視学官、青森市立高等女学校（現・青森県立青森中央高等学校）、青森中学、青森青年師範学校各校長などを歴任した。
1945年7月28日、青森市長に就任。市長就任当日に青森空襲が起こり、市内は焦土と化した。翌月に終戦を迎え、青森市に米軍が進駐、柿崎は進駐軍との折衝に当たらなければならなかった。市役所は空襲で焼失し、市公会堂を庁舎と使用していたが、進駐軍に接収された。そのため、まず市役所建設に着手した。
1946年に市長を退任。退任後は青森市議会議員、青森県教育委員、青森信用金庫（のち、あおもり信用金庫、現・青い森信用金庫）理事長などを務めた。1977年に死去した。